# ロースンダ・スタディオン
ロースンダ・スタディオン（典: Råsundastadion, Råsunda Fotbollstadion, Råsunda）は、スウェーデン、ストックホルム郊外のソルナ (Solna) にあったスタジアム。閉場した2012年まで、AIKフットボールそしてスウェーデン代表のホームスタジアムとなっていた。また、スウェーデンサッカー協会の本部も置かれていた。
2006年4月1日、スウェーデンサッカー協会は新国立サッカースタジアム、ストロベリー・アレーナを建設することを決定した。新国立スタジアムは、このスタジアムから北部約2kmの場所に建設され、オフィスや商業施設、居住区を併設した複合施設になる。2009年に着工し、2012年に完成。計画によれば、この施設は民間の不動産業者に売却され、解体後、他の用途に利用される。

## 概要
自国開催の1958 FIFAワールドカップでは決勝戦が行われ、スウェーデン対ブラジルの試合となったが2-5でブラジルが勝利した。

## 歴史
ロースンダ・スタディオンは、ストックホルム近郊により大きなスポーツ競技施設が必要になったことで、1937年に建設された。AIKはストックホルム・スタディオンを当時ホームスタジアムにしていたが、ほぼ毎試合満員になっていたため、10万クローナをこの新しいスタジアムに出資した。建設地に選ばれた場所は、ソルナのロースンダ運動公園（Råsunda IP）があった場所だった。当時そこは田舎の風景が広がっていた。こけら落としは、1937年4月18日にAIKとマルメFFの試合が行われ、4-0でAIKが勝利した。公式完成式典は1937年5月17日に行われ、当時のスウェーデン国王グスタフ5世がテープカットを行った。式典後イングランドとの国際マッチが行われたが、4-0で敗れた。収容人数は40,000人で、全てが立見席だった。
1958年のワールドカップスウェーデン大会では、12のスタジアムのうちのひとつとしてロースンダでも試合が行われた。スタンドは50,000人収容できるように拡張された。グループリーグでは、ロースンダはスウェーデンの入ったグループリーグ、準々決勝のスウェーデン戦対ソビエト連邦戦、そしてスウェーデン対ブラジルの決勝戦（5-2でブラジルが勝利）で使用された。また、1995年の女子ワールドカップスウェーデン大会でも決勝の舞台として使用された。男子と女子のワールドカップ決勝が行われたスタジアムは、世界中で、ローズボウルとロースンダの2つのみである。
1980年代中頃に、ロースンダ・スタディオンは改修を行った。西側の古いスタンドを取り壊し、レストランとスタジアムを見渡せるオフィスを併設した新しいスタンドが建設された。西側と南側スタンドの間に作られた高さ80メートルのオフィス棟は、その鏡張りのような外観から、「ダラス・スクレイパー（Dallasskrapan）」と呼ばれた。1985年4月20日の完成式では、ベッティル王子を迎え、AIKとオルグリーテISの試合が行われ、オルグリーテが1-0で勝利した。1990年代中頃にも南側と北側のゴール裏スタンドの増築が行われた。現在の座席数は約36,600席である。
ペアブ社（Peab AB）及びファベイェ社（Fabege AB）は2009年12月11日、スウェーデンサッカー協会から、ロースンダ・スタディオンと併設するオフィス棟を取得する契約を交わした。所有権の移転は詳細が決定した後に行われる予定で、フレンズ・アレーナが完成し、スタジアムの機能の移転後になる。